# William Michael Rossetti

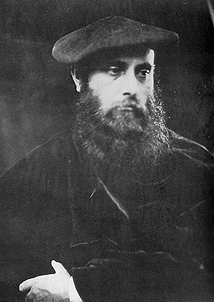
William Michael Rossetti op een portret van de Britse fotografe Julia Margaret Cameron

William Michael Rossetti (Londen, 25 september 1829 - 5 februari 1919) was een Engels schrijver en criticus.
Rossetti was een zoon van de uit Italië gevluchte immigrant Gabriele Rossetti en een broer van Maria Francesca Rossetti, Dante Gabriel Rossetti en Christina Rossetti. 
Samen met zijn broer en onder meer de schilder John Everett Millais behoorde hij tot de oprichters van de kunstenaarsbeweging die bekend werd onder de naam Pre-Raphaelite Brotherhood.
Rossetti was een belangrijk voorvechter van de beweging. Hij was redacteur van het tijdschrift The Germ, dat de doelstellingen van de Prerafaëlieten uiteenzette. Het blad beleefde overigens slechts vier edities tussen januari en april 1850.
Rossetti was tevens kunstcriticus voor The Spectator. Zijn recensies werden in 1867 verzameld en gepubliceerd onder de titel Fine Art, chiefly Contemporary. Ander werk omvat een vertaling in blanke verzen van Dantes Inferno (1865), Lives of Some Famous Poets (1878), A Life of John Keats (1887) en Pre-Raphaelite Diaries and Letters.
In 1874 trouwde hij met schilderes Lucy Madox Brown, een dochter van de schilder Ford Madox Brown.